# Фрашинето
Фрашинето је насеље у Италији у округу Козенца, региону Калабрија.
Према процени из 2011. у насељу је живело 2227 становника. Насеље се налази на надморској висини од 469 м.

## Становништво
Према резултатима пописа становништва 2011. у општини је живело 2.239 становника.
| 1951. | 1961. | 1971. | 1981. | 1991. | 2001. | 2011. |
| ----- | ----- | ----- | ----- | ----- | ----- | ----- |
| 2.561 | 2.398 | 2.319 | 2.432 | 2.603 | 2.503 | 2.239 |